# Olympische Sommerspiele 2008/Teilnehmer (Marokko)
| Gelbes Symbol für Goldmedaillen mit stilisierten Olympischen Ringen | Graues Symbol für Silbermedaillen mit stilisierten Olympischen Ringen | Braundes Symbol für Bronzemedaillen mit stilisierten Olympischen Ringen |
| ------------------------------------------------------------------- | --------------------------------------------------------------------- | ----------------------------------------------------------------------- |
| —                                                                   | 1                                                                     | 1                                                                       |

Marokko war mit der Teilnahme an den Olympischen Sommerspielen 2008 in Peking insgesamt zum 12. Mal bei Olympischen Spielen vertreten. Die erste Teilnahme war 1960. Der Schwerpunkt bei dem Olympiakader Marokkos lag mit Sicherheit bei den Boxern und den Leichtathleten. Allein im Boxen qualifizierten sich zehn Vertreter. 28 Leichtathleten traten für Marokko an, die meisten auf den Mittel- und Langstrecken.

## Medaillengewinner

### Silber
| Name          | Sportart       | Kategorie |
| ------------- | -------------- | --------- |
| Jaouad Gharib | Leichtathletik | Marathon  |

### Bronze
| Name           | Sportart       | Kategorie        |
| -------------- | -------------- | ---------------- |
| Hasna Benhassi | Leichtathletik | Frauen 800 Meter |

## Bogenschießen
- Khadija Abbouda
Frauen, Einzel

Am 12. August wird Abbouda ihre erste Partie gegen die Südkoreanerin Park Sung-Hyun, die schon Mannschaftsgold mit Südkorea gewann, bestreiten.

## Boxen
- Mohamed Amanissi
Männer, Klasse über 91 kg
- Mohammed Arjaoui
Männer, Klasse über 91 kg
- Redouane Bouchtouk
Männer, Klasse bis 48 kg
- Mehdi Khalsi
Männer, Klasse 69 kg
- Hicham Mesbahi
Männer, Klasse 54 kg
- Driss Moussaid
Männer, Klasse 64 kg
- Abdelillah Nhaila
Männer, Klasse 51 kg
- Mahdi Ouatine
Männer, Klasse 57 kg
- Said Rachidi
Männer, Klasse 75 kg
- Tahar Tamsamani
Männer, Klasse 60 kg

## Fechten
- Aissam Rami
Männer, Degen

## Judo
- Younes Ahamdi
Männer, Klasse bis 60 kg
- Rachid Rguig
Männer, Klasse bis 66 kg
- Safouane Attaf
Männer, Klasse bis 81 kg
- Mohamed El Assri
Männer, Klasse bis 90 kg

## Leichtathletik
| Disziplin            | Männer                                                                       | Frauen                                       |
| -------------------- | ---------------------------------------------------------------------------- | -------------------------------------------- |
| 800-Meter-Lauf       | Yassine Bensghir Mouhssin Chehibi Amine Laalou                               | Hasna Benhassi (Bronze )                     |
| 1500-Meter-Lauf      | Youssef Baba Abdalaati Iguider Mohamed Moustaoui                             | Bouchra Chaâbi Siham Hilali Btissam Lakhouad |
| 5000-Meter-Lauf      | Abdelaziz Ennaji El Idrissi Mourad Marofit Anis Selmouni                     | Mariem Alaoui Selsouli                       |
| 10.000-Meter-Lauf    | Mohamed El Hachimi Abdellah Falil                                            | Asmae Leghzaoui                              |
| Marathon             | Jaouad Gharib (Silber ) Abderrahim Goumri (20.) Abderrahime Bouramdane (26.) |                                              |
| 3000 Meter Hindernis | Hamid Ezzine Abdelkader Hachlaf Brahim Taleb                                 | Hanane Ouhaddou                              |
| Weitsprung           | Yahya Berrabah Tarik Bouguetaïb                                              |                                              |
| Dreisprung           | Tarik Bouguetaïb                                                             |                                              |

## Schwimmen
- Sara El Bekri
Frauen, 100 m Brust
Frauen, 200 m Brust

## Taekwondo
- Mouna Benabderrassoul
Frauen, Klasse bis 67 kg
- Ghizlane Toudali
Frauen, Klasse bis 49 kg
- Abdelkader Zrouri
Männer, Klasse über 80 kg